# Паволочка (село)
Паволо́чка — село в Україні, у Житомирському районі Житомирської області. Входить до складу Миропільської селищної громади. Населення становить 413 осіб.

## Історія
У 1906 році — село Миропільської волості Новоград-Волинського повіту Волинської губернії. Відстань від повітового міста 61 верста, від волості 6. Дворів 83, мешканців 514.
У 1926—54 роках — адміністративний центр Паволочківської сільської ради Дзержинського району.